# حكاية رمزية

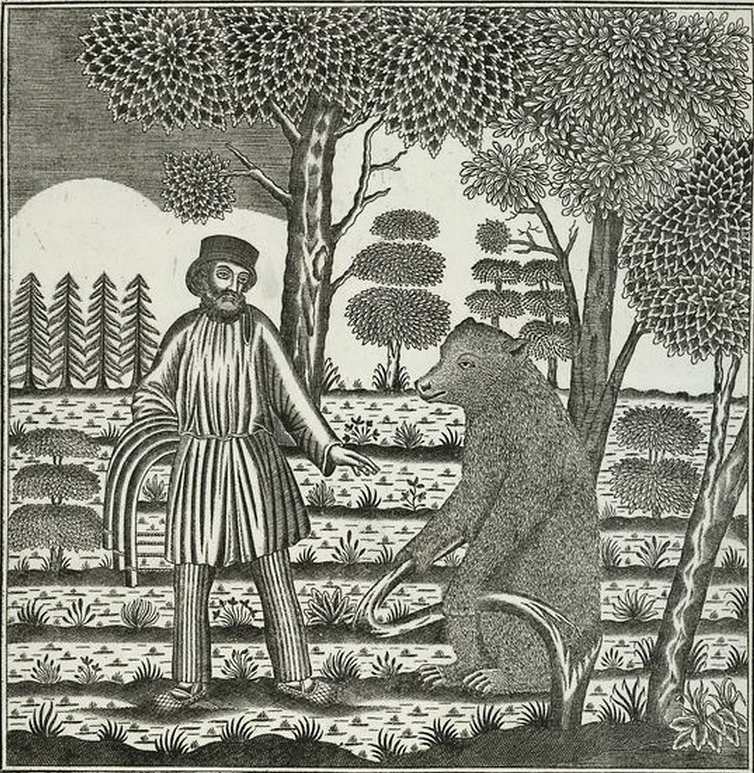

الحكاية الرمزية أو الخرافة أو الخرافة ذات المغزى هي قصة مقتضبة، سواءً كانت نثراً أو شعراً، توظّف تجسيمات من الحيوانات أو المخلوقات الأسطورية أو النبات أو الكائنات غير الحية أو الظواهر الطبيعية، وتبيّن درساً أخلاقياً، حيث يتم في نهايتها الإبلاغ عنه بشكل صريح وبليغ.
تختلف الحكاية الرمزية عن المثل في أن الثاني يستبعد الحيوانات أو المخلوقات الأسطورية أو النبات أو الكائنات غير الحية أو الظواهر الطبيعية في التعبير عن نفسه، وتستعيض عنها بالإنسان في التمثيل والخطاب.
يُسمَّى كاتب الخُرافات المُخَرَّف.

## كتاب الحكايا الرمزية الكلاسيكيون
- إيسوب.
- بيدبا.
- ليوناردو دا فينشي.
- جان دي لا فونتين.
- إيفان كريلوف.

## كتاب الحكايا الرمزية في العصر الحديث
- ليو تولستوي.
- دون ماركيز.
- فرانز كافكا.
- جورج أورويل.
- رامزي وود.